# Perophora clavata
Perophora clavata är en sjöpungsart som beskrevs av Kott 1985. Perophora clavata ingår i släktet Perophora och familjen Perophoridae. Inga underarter finns listade i Catalogue of Life.